# Pologne au Concours Eurovision de la chanson 1994
La Pologne a participé au Concours Eurovision de la chanson 1994, le 30 avril à Dublin, au Irlande. C'est la première participation de la Pologne au Concours Eurovision de la chanson.
Le pays est représenté par la chanteuse Edyta Górniak et la chanson To nie ja!, sélectionnées en interne par la TVP.

## Sélection interne
Le radiodiffuseur polonais, la Telewizja Polska (TVP, « Télévision polonaise »), choisit l'artiste et la chanson en interne pour représenter la Pologne au Concours Eurovision de la chanson 1994.
| Ordre | Interprète    | Chanson    | Langue   |
| ----- | ------------- | ---------- | -------- |
| 1     | Edyta Górniak | To nie ja! | Polonais |

Lors de cette sélection, c'est la chanson To nie ja!, écrite par Jacek Cygan, composée par Stanisław Syrewicz et interprétée par Edyta Górniak, qui fut choisie. Le chef d'orchestre à l'Eurovision est Noel Kelehan.

## À l'Eurovision

### Points attribués par la Pologne
| 12 points | Hongrie     |
| 10 points | Russie      |
| 8 points  | Irlande     |
| 7 points  | Allemagne   |
| 6 points  | France      |
| 5 points  | Chypre      |
| 4 points  | Islande     |
| 3 points  | Royaume-Uni |
| 2 points  | Grèce       |
| 1 point   | Portugal    |

### Points attribués à la Pologne
| 12 points                                              | 10 points            | 8 points                                                       | 7 points                        | 6 points                     |
| ------------------------------------------------------ | -------------------- | -------------------------------------------------------------- | ------------------------------- | ---------------------------- |
| - Autriche - Estonie - France - Lituanie - Royaume-Uni | - Allemagne - Suisse | - Bosnie-Herzégovine - Croatie - Finlande - Hongrie - Pays-Bas | - Irlande - Portugal - Roumanie | - Islande - Norvège - Russie |
| 5 points                                               | 4 points             | 3 points                                                       | 2 points                        | 1 point                      |
|                                                        | - Slovaquie          |                                                                | - Malte                         | - Chypre                     |

Edyta Górniak interprète To nie ja! en 14e position lors de la soirée du concours, suivant la Russie et précédant la France.
Au terme du vote final, la Pologne termine 2e — derrière le pays vainqueur l'Irlande — sur les 25 pays participants, ayant reçu 166 points au total de la part de 21 pays,.